# Лукомор'я
Лукомо́р'я (морська́ лука́), сага́ — морська затока, бухта, вигин морського берега. У фольклорі східних слов'ян — заповідне місце на краю світу.

## Етимологія
Слово «лукомор'я» походить від словосполучення «лука моря» і означає «вигин морського берега». Для порівняння: «лук» (для стрільби), «луко́вина» (дугуватий вигин), «лукавити» (вивертатися), «лука́» (вигин краю сідла). Слово походить од староцерк.-слов. лѫкъ (пор. пол. łęk «дуга, арка, лука», лит. lañkas «дуга, обруч», lankùs «гнучкий», латис. lùoks «вигин, дуга»).
«Сага» є запозичення з тюркських мов, пор. каз. caғa «гирло річки», крим. caha «відкрите поле», тур. saha «простір, площа», що зводяться до араб. sāḥa.

## Слов'янська міфологія
У східнослов'янській міфології Лукомор'я — заповідне місце на околиці всесвіту, де стоїть світове дерево — вісь світу, що ним можна потрапити в інші світи, адже його вершина впирається в небеса, а коріння сягають пекла. Світовим деревом спускаються і підіймаються боги. У цім значенні Лукомор'я згадується в зачинах народних замовлянь і молитов.
Іноді Лукомор'ям називали давнє «Північне царство», де люди впадають у зимову сплячку, щоб прокинутися до повернення весняного Сонця — таке трактування зафіксовано в дослідженнях Миколи Карамзіна, Олександра Афанасьєва і Аполона Коринфського.
Борис Успенський і Пропп Володимир Якович пов'язують Лукомор'я з уявленням про Острови блаженних, що їх описано Єфросином у «Слові про рахманів і про предивне їх життя».

## Географія
- Лукомор'я — літописний край у Надозів'ї або Надчорномор'ї, пов'язаний з половцями
- Лукомор'я — поморський край на півночі Сибіру в Росії
- Коса Лукомор'я — коса поблизу селища міського типу Безіменне (Новоазовський район) Донецької області
- Вулиця Лукомор'я на півострові Егершельд, місто Владивосток
- Лукомор'я — група штучних печер-каменярень, що входить у систему каменярень Володари під Москвою.

### Норвезьке Лукомор'я - Ейкундарсунд (сучасна назва Егерсунд)

Дубовый лист-герб комуни Егерсунд

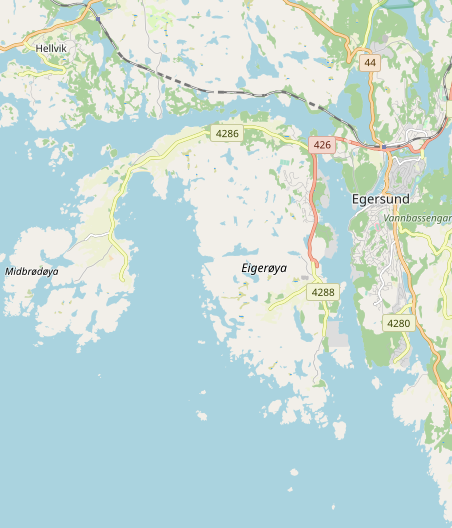
Егерсунд та острів Ейгерея

Ідеальним прикладом Лукомор'я є проточина, що виникла між островом і материком. Така проточина знаходиться в норвезької землі Ругаланн, в давнину населеному народом північних Ругів.
У «Сазі про Одде Стріли», біографія головного Героя якої багато в чому збігається з біографією Віщого Олега, можна вичитати, що Одд в дитинстві і юності жив в Ейкунде. У сазі написано:
«Виховував Інгьяльд
мене в моїй юності,
що Ейкундом правил
і Ядара хутором»
«Егерсунд» походить від древнескандинавского назви протоки між островом Ейгерёя і материком, який називався Ейкундарсунд. Назва Eigerøy (древнескандинавской: Eikund) походить від багатих запасів дубів, так як слово eik - це норвезьке слово «дуб». Відповідно, "Ейкундарсунд" у буквальному перекладі на українську мову означає "протока острову, вкритого дубами." Назва є одним з найстаріших географічних назв в Норвегії. Його вже можна знайти в формі Eikundarsund в скандинавської сазі Олафа Святого, написаної ісландським автором Сноррі Стурлассоном в 13 столітті. Приблизно від 1000 року тут часто бував флот Олафа Святого.
Місто Егерзунд знаходиться на березі морської випроменені Ейгерёя, яка продегает між містом і островом Eigerøya. Ця закрут згинається в формі натягнутого лука.
Місто Егерсунд вважається одним з найдавніших на території Норвегії. Завдяки запасам деревини він мав в середньовіччі дуже важливе значення для караблестроенія. Для середньовічних людей він знаходився в північній країні на краю світу. Символом міста до цих пір є дубовий лист.
Ядар (Jaðarr) старонорвезькою мовою означає "окраїна" або "кордон між просторами", що відповідає визначенню Лукомор'я як заповідного місця на околиці землі.
Примітно, що згідно сазі, записаної Саксон Граматик про битву при Браваллі є такі рядки: "З області ядер прийшли 'Од Англійська, Альф Багато-де-побував', 'Енар Набряклий' 'і' Івар на прізвисько Трувар"
Ядер (сучасний Jæren) це традиційний район норвезької землі Ругаланн.
Вже на початку 19 століття історики, літературознавці та географи припускали, що доля Одда Стріли пов'язана з норвезьким Ругаланном. У Загальній енциклопедії наук і мистецтв, складеній та опублікованій відомими енциклопедистами Й.С. Ершем і Й.Г Грубером у 1838 році, вказується, що в сазі про Одда Стрілу йдеться саме про острів Ейгерёй (Eigerøy). Однак з часом ця інформація була забута.
У Пісні про Хельгу, синові Хьёрварда, можна знайти підтвердження того, що і героя норвезьких саг Хельгу, з яким також деякі вчені пов'язують легенду про Віщого Олега, так і Одда Стрілу, народили в норвезькому Ругаланне. У цій сазі Хедін, брат загиблого Хельги, говорить його коханій Сваві:
Поцілуй мене, Свава!
Не судилось мені
ні в Роггейм повернутися,
ні в Рьодульсфель теж,
поки не помстиму
за сина Хьёрварда,
який був
королем
найкращим під сонцем!

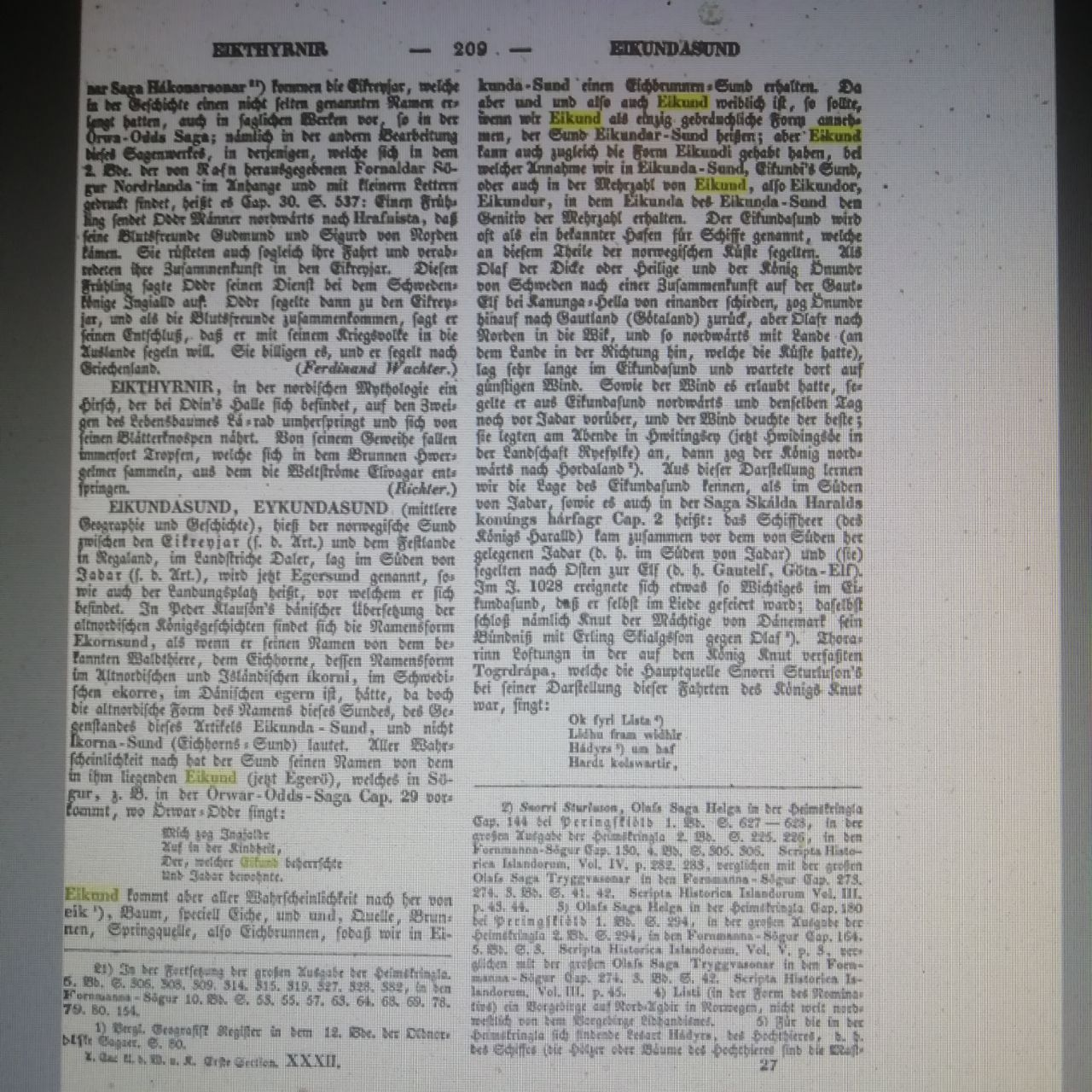
Загальна енциклопедія наук і мистецтв, видана авторами Й.С. Ершем і Й.Г. Грубером у 1838 році

Рогхеймом (Rogheimr) на старонорвезькому називалася територія проживання Ругів в Ругаланне. Усі подальші оповідання про Хельгу, який тричі воскрешався після своєї смерті, є наслідками Пісні про Хельгу, синові Хьёрварда. Так у Другій Пісні про Хельгу, вбивці Хундінга, прямо зазначається, що головний герой цієї саги був названий на честь ругаландського Хельги, сина Хьёрварда. Таким чином, початок сюжетного розвитку саги про Одда Стрілу і Пісень про Хельгу відбувається в одному і тому ж регіоні - норвезькому Ругаланне.

## Організації
- «Лукоморье» — театр-кабаре Всеволода Меєрхольда.
- «Лукоморье» — петербурзьке видавництво початку XX століття.
- «Лукоморье» — видавництво в Таганрозі.
- «Лукомор'я» — кінотеатр у Маріуполі[21].
- «Лукоморье» — парк відпочинку в Уфі.
- Дитяча картинна галерея «Лукоморье» в Барнаулі.
- Дитячий фольклорний ансамбль «Лукоморье» в Дагестані

## Видання

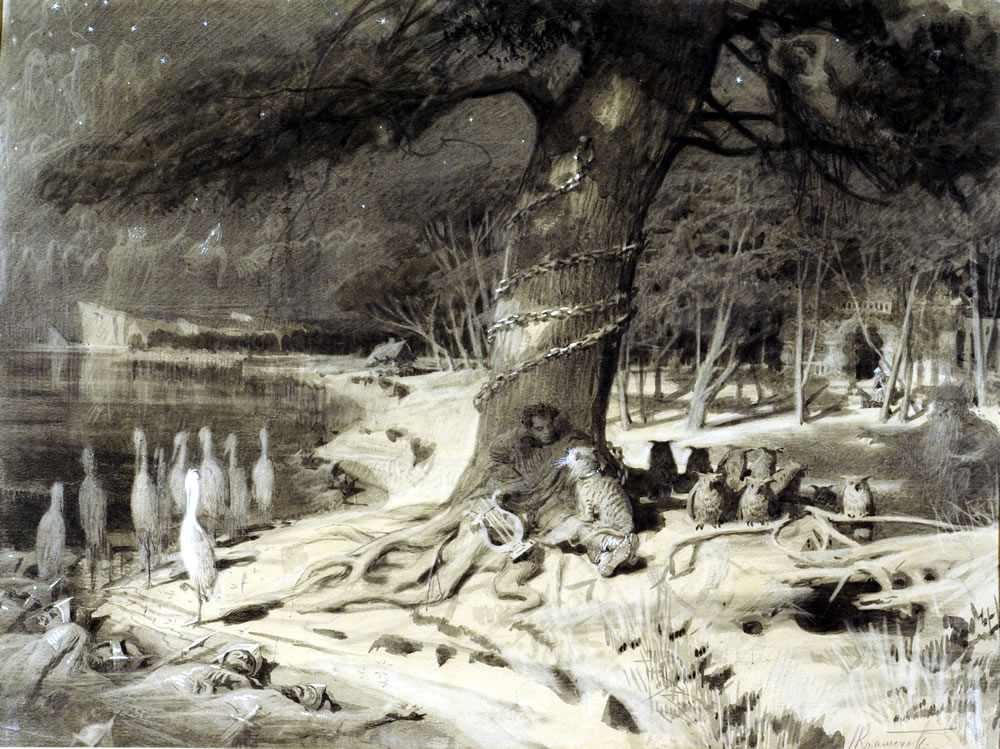
Іван Крамський. «Руслан і Людмила». Ілюстрація до «Прологу». 1879 рік

- «Лукоморье» — російський щотижневий ілюстрований літературно-художній і сатиричний журнал початку XX століття.
- «Лукоморье» — краєзнавчий альманах музею-садиби «Суйда».
- «У Лукоморья» — книга директора музею-заповідника «Михайлівське» С. С. Гейченко.

## Образотворчі мистецтва
- Малюнок Івана Крамського «У лукомор'я дуб зелений…» (туш та білий олівець).
- На бульварі Пушкіна в Донецьку знаходиться скульптурна композиція з персонажами Лукомор'я.

## Музика
- Лукомор'ю присвячена сатирична пісня Володимира Висоцького «Лукомор'я більше немає» («Антисказка»), Лукомор'я (2002, Пролог-Мьюзік).

## Театр
- «У Лукомор'я» — мюзикл композитора Ф. Б. Кольцова.
- «Перетворення у Лукомор'я» — спектакль Тбіліського російського драматичного театру.
- «Лопушок у Лукомор'я» — дитячий музичний спектакль на лібрето Бориса Заходера.

## Кіно
- «У Лукоморья» — короткометражний радянський фільм.
- Лукомор Лукоморич — персонаж фільму «Як Іван-дурник за дивом ходив», недовірливий чарівник (виконавець Андрій Попов).
- «Город у Лукоморья» — російський документальний фільм режисера М. А. Масленнікова.
- «Лукоморье. Няня» — мультфільм режисера Сергія Серьогіна[22].

## Телебачення
- «Лукомор'я» — телевізійна програма каналів РТР і «Культура».